# Galpinia transvaalica
Galpinia transvaalica är en fackelblomsväxtart som beskrevs av Nicholas Edward Brown. Galpinia transvaalica ingår i släktet Galpinia och familjen fackelblomsväxter. Inga underarter finns listade i Catalogue of Life.

## Bildgalleri

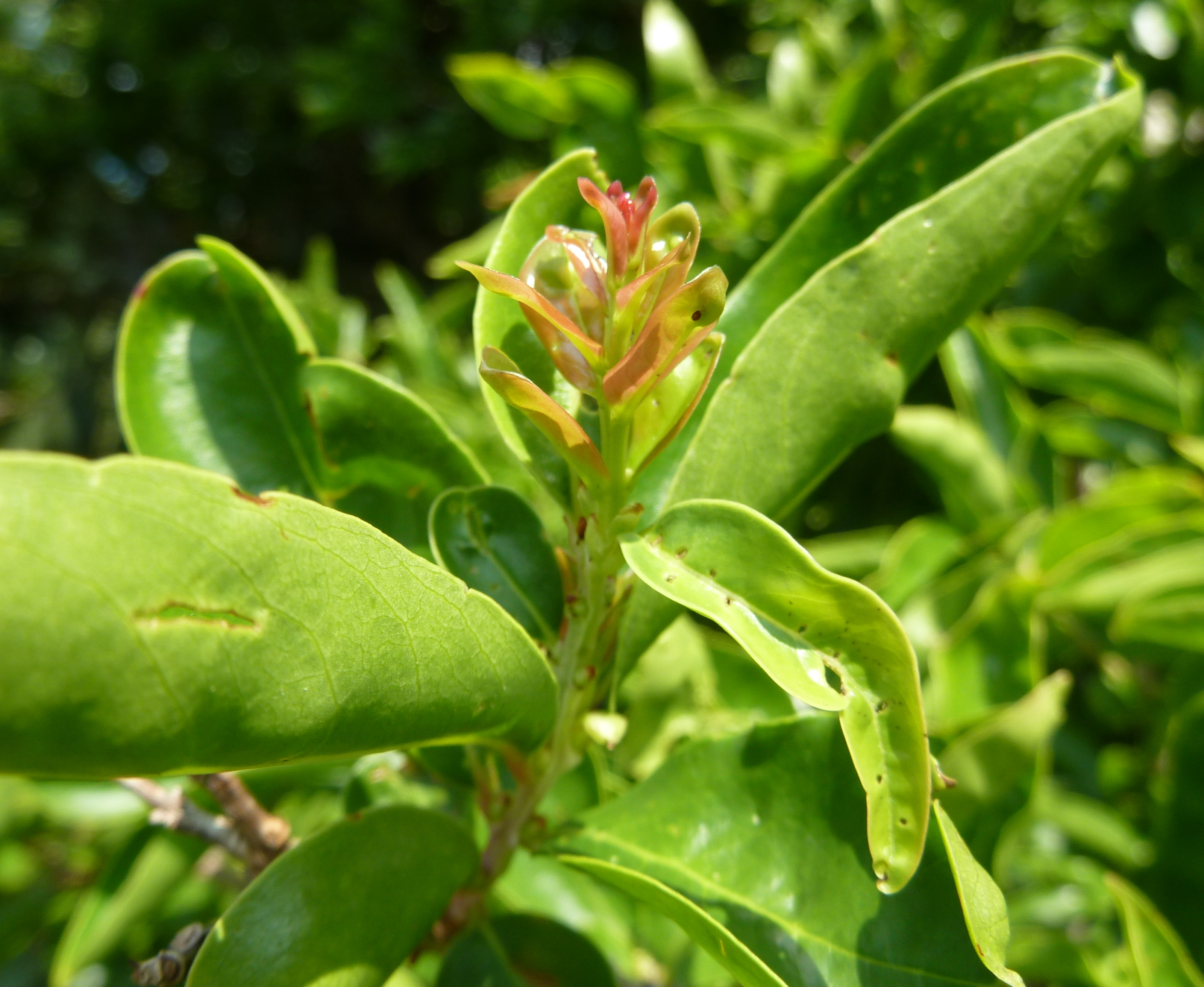
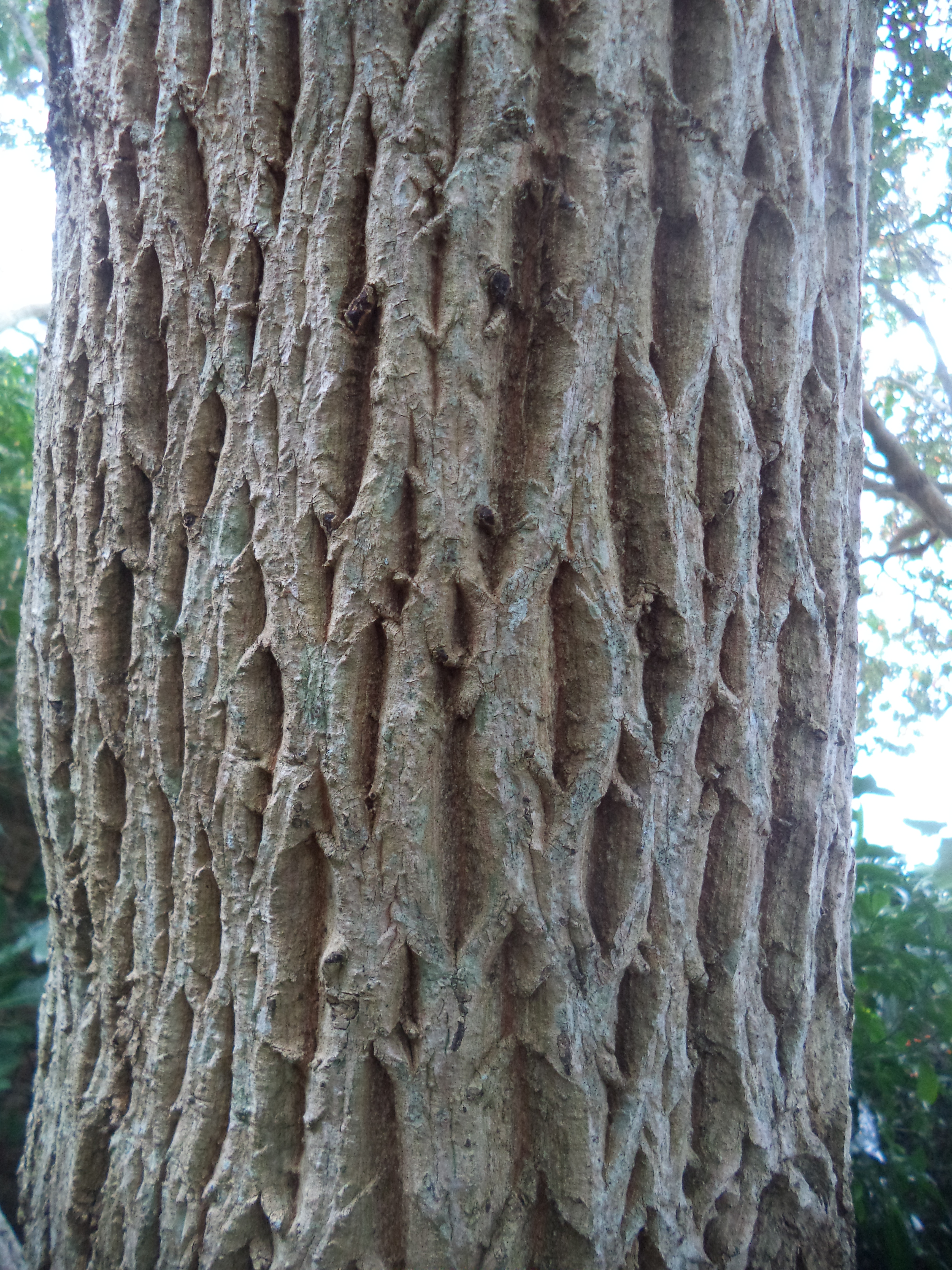
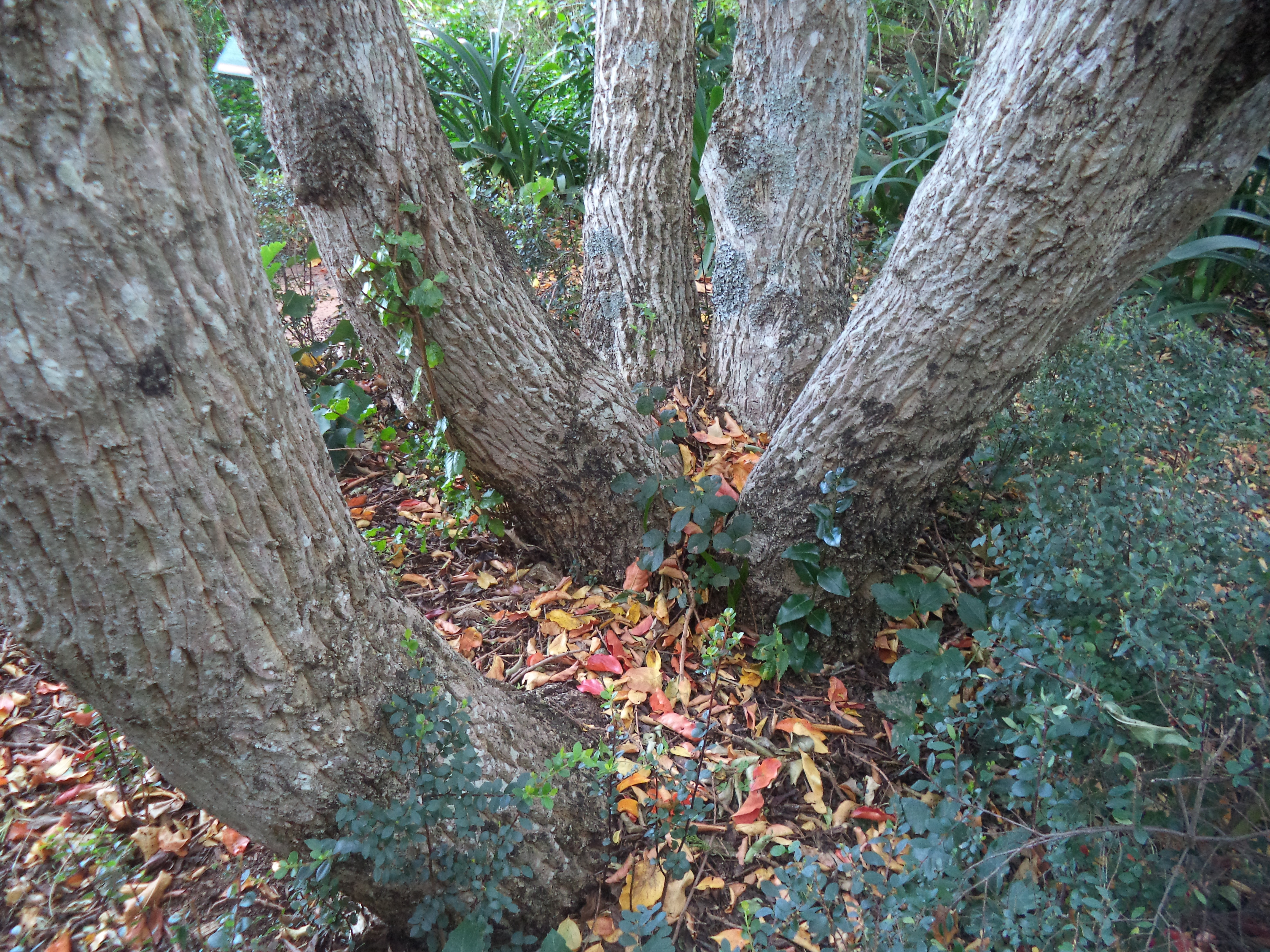